# Le canzoni di domani
Le canzoni di domani è un singolo dei Pooh uscito nel 1994, primo ed unico estratto dall'album Musicadentro.

## Il singolo
Il singolo viene scritto da Valerio Negrini e arrangiato da Roby Facchinetti con l'aiuto di Dodi Battaglia ed Emanuele Ruffinengo.
Ha un impatto molto rock, energico e diretto.
Con questo singolo si vuole invitare gli italiani a rimboccarsi le maniche dopo Mani pulite (1992-1994) e la stagione delle stragi (1992-1994).

## Formazione
- Roby Facchinetti - voce, pianoforte, tastiere
- Dodi Battaglia - voce, chitarra
- Stefano D'Orazio - voce, batteria, percussioni
- Red Canzian - voce, basso